# NGC 6730
NGC 6730 (również PGC 62796) – galaktyka eliptyczna (E1), znajdująca się w gwiazdozbiorze Pawia. Odkrył ją John Herschel 23 lipca 1835 roku.